# Rocco Kever
Rocco Kever (* 31. Dezember 1979 in Templin) ist ein deutscher Politiker (AfD). Er zog über Listenplatz 12 der AfD Niedersachsen in den 21. Deutschen Bundestag ein.